# 貝爾迪維爾米爾斯 (明尼蘇達州)
貝爾迪維爾米爾斯（英語：Belvidere Mills）是位於美國明尼蘇達州古德休縣貝爾迪維爾鎮區的一個非建制地區。

## 地理
貝爾迪維爾米爾斯所處的海拔為高於海平面268米（即879英呎），而該地所採用的時區為UTC-6，即北美中部時區（CST）。同時該地設有夏令時間，為UTC-6調快一小時，即UTC-5（CDT）。